# Boross F. László
Boross F. László, olykor Boros F. László vagy Boross László, írói álnevein: Bfl., BFL., B. F. L., Winow, F. L. (Kellemes, 1895. augusztus 21. – Moszkva, butovói kivégzőhely, 1938. június 3.) magyar újságíró, pártmunkás.

## Élete
Boross Rezső és Katscher Viktória gyermeke. Az első világháború idején behívták katonának, később pedig bekapcsolódott a forradalmi szocialisták munkájába. Ekkortájt került közel Kassák köréhez, s barátkozott meg Hajdu Pállal, Lékai Jánossal. Budapesten 1918-ban megszerezte jogi doktori oklevelét. A KMP és az Ifjúmunkások Országos Szövetségének egyik alapító tagja volt, később pedig a KIMSZ egyik vezetője lett. 1919 elejétől kezdve májusig szerkesztette az Ifjú Proletár című lapot. Időközben 1919 februárjában letartóztatták a többi vezető kommunistával együtt,  s 1919. március 19-én engedték szabadon. A kommün alatt a Közoktatásügyi Népbiztosság ifjúmunkás-propagandaosztályát vezette, s munkatársa volt a Vörös Ujságnak. 
1919. július 10-én Budapesten, a VI. kerületben házasságot kötött Vida Margittal, Weisz Imre és Boross Laura gyermekével, akitől 1920-ban elvált. A tanácskormány lemondása után letartóztatták, és 1920. június 4-én nyolc év börtönre ítélték. A következő évben szovjet–magyar fogolycsere-akciónak köszönhetően kiváltották és Németországba távozott. 1921-ben az Inprekorr helyettes szerkesztője, moszkvai tudósítója, egészen 1933-ig. Ekkor a Szovjetunióba ment, és a Komintern sajtóosztályának élére került, ahol egészen 1938-as letartóztatásáig megmaradt. Időközben belépett az SZKP-ba (1937-ben kizárták), és publikált a Sarló és Kalapács és a Rundschau című lapokban. 1938. március 12-én kémkedés hamis vádjával letartóztatták, majd 1938. május 22-én halálraítélték, s június 3-án végrehajtották az ítéletet. 1957. április 30-án rehabilitálták.

## Művei
- Reise durch hundert Kollektivwirtschaften (Moszkva, 1934)[4]

### Műfordítása
- Karl Radek: A szocializmus fejlődése a tudománytól a valóságig. (Kommunista Könyvtár. 8. 1–2. kiad. Bp., 1919)